# Kamýk (Velké Přílepy)

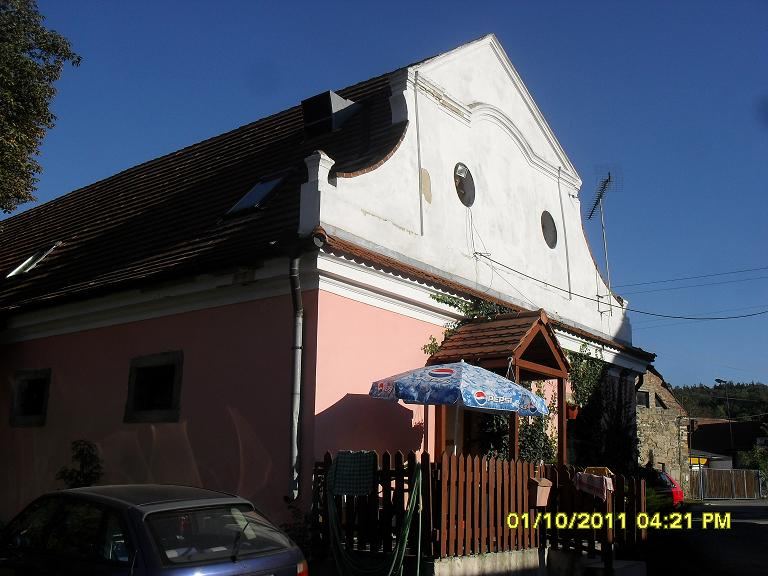
Speicher

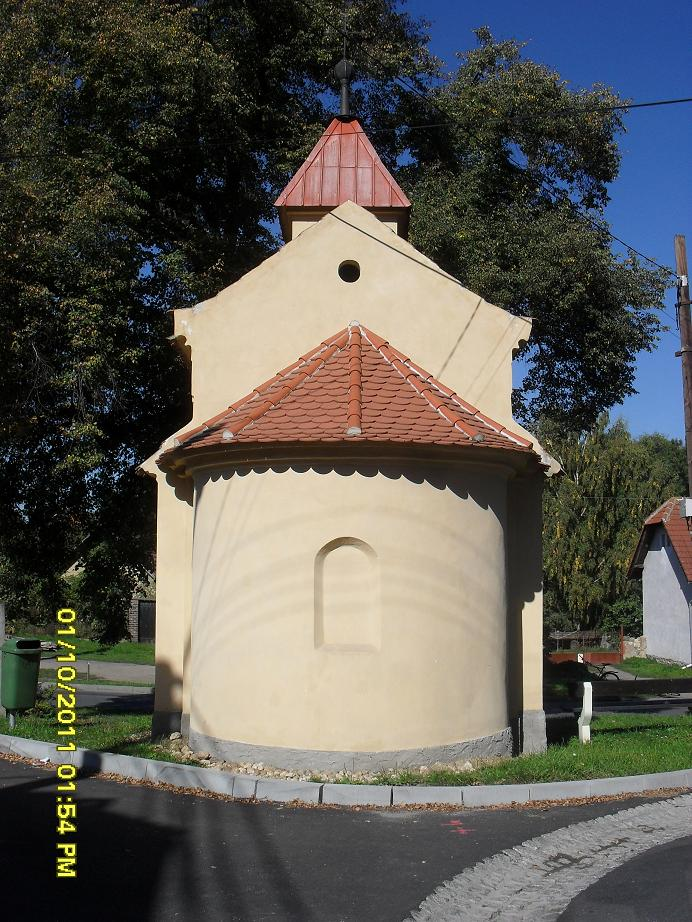
Kapelle des hl. Gotthard

Kamýk (deutsch Kameik, auch Kamaik) ist eine Ansiedlung der Gemeinde Velké Přílepy in Tschechien. Sie liegt 13 Kilometer nordwestlich des Stadtzentrums von Prag und gehört zum Okres Praha-západ.

## Geographie
Kamýk befindet sich auf der Prager Hochfläche (Pražská plošina) über der Quellmulde des Baches Podmořanský potok. Nördlich erhebt sich der Ers (345 m), im Nordosten der Krliš (308 m) und der Hřivnáč (321 m), östlich der Na Habří (313 m), im Südosten der Kopec (337 m) und südlich der Kamýk (322 m). Knapp zwei Kilometer westlich verläuft die Bahnstrecke Praha–Most, daran befindet sich der Bahnhof Noutonice. Östlich führt durch Velké Přílepy die Staatsstraße II/240 zwischen Kralupy nad Vltavou und Prag.
Nachbarorte sind Kozinec im Norden, Tursko, Chýnov, Libčice nad Vltavou, Letky, Řež und Podmoráň im Nordosten, Velké Přílepy im Osten, Černý Vůl im Südosten, Statenice und Kopaninský Mlýn und Štěrbův Mlýn im Süden, Pastviště, Tuchoměřice, Na Pazderně und Lichoceves im Südwesten, Malé Číčovice und Okoř im Westen sowie Noutonice, Svrkyně und Hole im Nordwesten.

## Geschichte
Die Gegend zwischen Kamýk, Velké Přílepy, Černý Vůl, Libčice nad Vltavou und Únětice war seit der Jungsteinzeit kontinuierlich besiedelt. Sie ist eines der ältesten Siedlungsgebiete in Böhmen.
Die erste urkundliche Erwähnung von Kamýk erfolgte 1228 als Besitz des Prager Benediktinerinnenklosters St. Georg. Während der Hussitenkriege gelangte das Gut an weltliche Herren. Zu Zeiten König Ferdinands I. erwarb das Kloster im Jahre 1572 Kamýk zurück und vereinigte das Gut im Jahre 1674 mit Statenice. In Kamýk bestanden zwei Gutshöfe; einer (Nr. 18) gehörte der Obrigkeit, der Světlíkovský dvůr war ein Freihof und gehörte bis 1704 zu den Prager Schlosslehen und danach zu den Karlsteiner Lehen. Im Jahre 1648 wurden Kamýk und Přílepy von Truppen des schwedischen Heerführers von Königsmarck verwüstet und in der zweiten Hälfte des 17. Jahrhunderts neu besiedelt. In der 1. Hälfte des 18. Jahrhunderts sind im Theresianischen Kataster für Kamýk, wie auch für Přílepy, zehn Bauernwirtschaften aufgeführt. Nach der Aufhebung des Klosters fielen dessen Güter 1782 der Hofkammer zu, die Statenice mit Kamýk 1790 an den Oberhofmarschall Rudolf Graf von Swéerts-Sporck verkaufte. Dieser veräußerte beide Güter 1797 an den Leitmeritzer Bürger Franz Fügner. Nachfolgende Besitzer waren Johann Kanal Ritter von Ehrenberg, ab 1805 Johann Prokop Graf Hartmann von Klarstein, ab 1807 Joseph Löhner und ab 1821 Barbara Gräfin Khüenburg.  Den Lehnhof erwarben 1821 die Eheleute Joseph und Elisabeth Rischanek, ihnen folgten Joseph und Theresia Rischanek.
Im Jahre 1843 bestand Kameyk bzw. Kamaik/ Kamegk aus 37 Häusern mit 262 Einwohnern. Davon gehörten drei Häuser zum Lehnhof Kameyk bzw. Swětlikovsky (Světlíkovský dvůr), der ein eigenes landtäfliges Gut bildete. Auf dem herrschaftlichen Anteil lebten zwei jüdische und eine protestantische Familie. In diesem Teil gab es einen herrschaftlichen Meierhof mit Schäferei und ein Wirtshaus. Pfarrort war Nautonitz. Auf dem Gebiet des Joseph und Theresia Rischanek gehörigen Lehnhofes Swětlikovsky lebten 22 Personen, darunter fünf jüdische Familien; in diesem Teil bestand eine Synagoge. Der Lehnhof umfasste lediglich eine Nutzfläche von 45 Joch Rustikalland. Später erwarb die Familie Dlauhowesky von Langendorf das Gut Statenitz mit Kameyk. Bis zur Mitte des 19. Jahrhunderts blieb Kameyk mit Ausnahme des Lehnhofes dem Gut Statenitz untertänig.
Nach der Aufhebung der Patrimonialherrschaften bildete  Kamejk / Kameyk ab 1850 eine Gemeinde im Bezirk  und Gerichtsbezirk Smíchov. Den Dlauhowesky von Langendorf gehörte seit dieser Zeit nur noch der Kameyker Hof. Im Jahre 1859 erfolgte die Eingemeindung nach Velké Přílepy. Die verkehrsgünstige Lage nahe der Welwarn-Teplitzer Kaiserstraße führte in der zweiten Hälfte des 19. Jahrhunderts zu einer Vergrößerung der Gemeinde. 1869 wurde ein in Velké Přílepy Postamt eingerichtet. Im Jahre 1895 hatte die Gemeinde 644 Einwohner, davon lebten 372 in Kamýk und 272 in Velké Přílepy. In Kamýk bestand eine jüdische Gemeinde; die Synagoge stand am westlichen Ortsausgang am Abzweig nach Nautonitz und Lichtendorf, zu ihrem Sprengel gehörten auch die jüdischen Familien der umliegenden Ortschaften. 1927 wurde die Gemeinde Velké Přílepydem Bezirk Praha-venkov und dem Gerichtsbezirk Praha-západ zugeordnet.  1942 wurde die Gemeinde Teil des neu gebildeten Bezirkes Praha-venkov-sever. Während der deutschen Besetzung schloss sich ein Teil der Einwohner Widerstandsgruppen an. Seit 1949 gehört die Gemeinde Velké Přílepy zum Okres Praha-západ. Zu dieser Zeit verlor Kamýk den Status eines Ortsteils. 1950 erfolgte die Kollektivierung der Landwirte zum landwirtschaftlichen Großbetrieb JZD Rudá Záře se sídlem ve Velkých Přílepech. Zum Ende der 1960er Jahre begann der Ausbau von Velké Přílepy zu einer Satellitensiedlung von Prag. Seit den 1970er Jahren entstanden nördlich und östlich des Dorfkern von Kamýk große Einfamilienhaussiedlungen sowie im nördlichen Teil auch einige Wohnblöcke. Danach wuchs Kamýk mit Velké Přílepy zu einer Satellitensiedlung von Prag zusammen. Im Gegensatz zu Velké Přílepy blieb in Kamýk der Dorfkern erhalten.

## Gemeindegliederung
Kamýk bildet neben Velké Přílepy eine der beiden Siedlungseinheiten und Katastralbezirke der Gemeinde. der Katastralbezirk führt den Namen Kamýk u Velkých Přílep.

## Sehenswürdigkeiten
- Barocker Speicher auf dem ehemaligen Kamýker Hof (Nr. 18), das Kulturdenkmal beherbergt heute eine Gaststätte
- Kapelle des Gotthard am Dorfplatz